# Kranichstein-Süd
Kranichstein-Süd bezeichnet einen Statistischen Bezirk im Stadtteil Darmstadt-Kranichstein.

## Infrastruktur
- Erich-Kästner-Schule
- Hartig-Denkmal
- Kanal und Brücke am Sorgenlos
- Kleine Kirche am See
- Landratsamt Darmstadt-Dieburg